# 世界棒球經典賽
世界棒球經典賽（英語：World Baseball Classic）是由美國職棒大聯盟、美國職業棒球大聯盟球員工會共同策劃的國際棒球賽事，由世界棒壘球聯盟認可與合作，世界各洲皆有球隊參賽，首屆在2006年3月舉行。世界棒球經典賽是首次有大量大聯盟球員參與的高水準賽事。截至2023年已舉辦5屆。
2006年舉辦的第一屆棒球經典賽，在經過為期18天、共39場的激戰後，由日本奪得首屆冠軍，古巴名列亞軍。
由於賽事的成功，各國紛紛爭取參賽機會。其中，不乏第一屆棒球經典賽、第二屆棒球經典賽遺珠，譬如尼加拉瓜、哥倫比亞，而具有一定棒球發展程度隸屬於荷蘭王國自治國古拉索、阿魯巴雖擁有代表隊，但都暫循第一屆經典賽模式，接受加入荷蘭國家隊的徵召；2012年增加了資格賽環節，向過去沒參與的國家（如尼加拉瓜、哥倫比亞、巴西、阿根廷、泰國、菲律賓、巴基斯坦、英國、法國、西班牙、德國、捷克、紐西蘭、以色列）提供機會來晉級參賽。
第五屆世界棒球經典賽於2023年3月8日開始比賽，最終由日本隊擊敗美國隊奪冠。

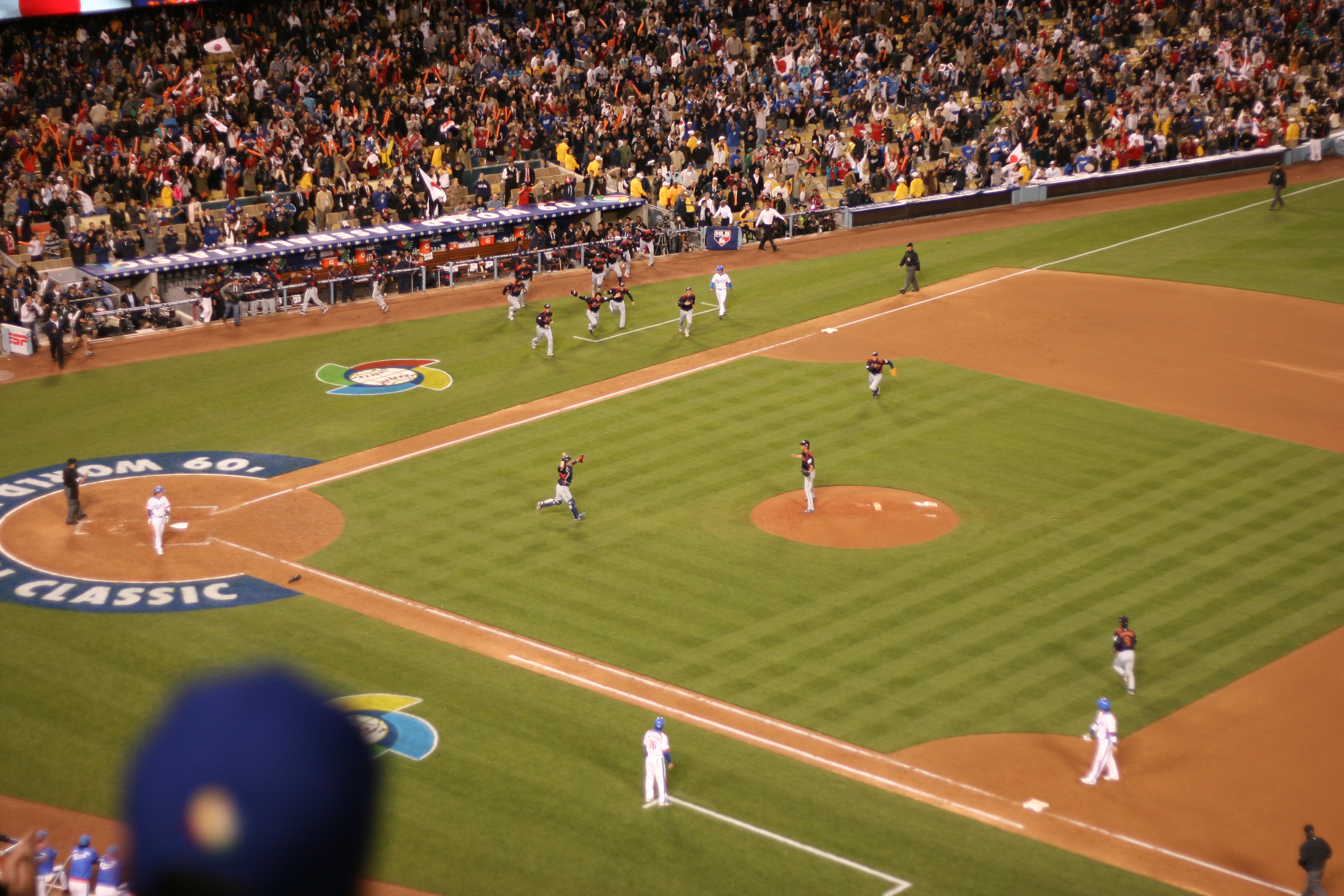
2009年經典賽決賽的日韓大戰。

## 籌備過程
2005年，第117次國際奧委會會議決議從2012年夏季奧林匹克運動會起取消棒球項目後，一些棒球的主力國家倡議舉行開放大聯盟球員參與的棒球比賽。
一直紛紛擾擾、無法定案的世界級棒球大賽，終於在2005年10月古巴最高領導人菲德爾·卡斯楚的批准下確定參與，進而正式成行。主辦單位是美國職棒大聯盟（MLB）、美國職棒大聯盟球員工會（MLBPA），並與國際棒總（現世界棒壘球聯盟）、日本棒球機構（NPB）及韓國棒球委員會（KBO）合作所組成。
至於賽事的名稱，幾經考量後，為了與兩年一次的世界盃棒球賽有所區隔，也不能取為現行大聯盟總冠軍賽的世界大賽，決定採用美國職棒大聯盟全明星賽又稱「仲夏經典」，以及世界大賽又稱「秋季經典」的模式，將這項大賽命名為世界棒球經典賽。而世界盃棒球賽於2011年之後已停辦，世界棒壘球聯盟在2015年舉辦世界棒球12強賽，並與世界棒球經典賽交替舉辦。

## 大會概要
- 第一屆比賽：於2006年3月3日-20日，有16隊參賽，共分為4組（各4隊）打循環賽，分為4階段（初賽、複賽、準決賽、決賽）進行。
- 第二屆比賽：於2009年3月5日-23日舉行，並訂下之後「每4年舉辦一次」的規則。
- 第三屆比賽：於2013年3月2日-19日舉行。
- 第四屆比賽：於2017年3月6日-22日舉行。
- 第五屆比賽：確定由16隊擴大至20隊，原訂於2021年3月9日-23日舉行，但因2019冠状病毒病疫情在全球蔓延，延至2023年3月8日-21日舉行[7]。
- 第六屆比賽：於2026年3月5日-17日舉行。

## 賽制

### 2006年
- 初賽與複賽均採單循環賽，4隊取分組前兩名晉級，複賽不計初賽的戰績。
- 分組排名依照勝率排序，和局計為0.5勝0.5敗（比到第14局為止）。
- 若兩隊以上勝率相同，則和國際棒球總會所規定一樣，依照下列順序來決定：（只看需要比較的隊伍，其他不計）
  - 勝負關係
  - 失分率（失分除以防守局數）
  - 自責分率（自責分除以防守局數）
  - 隊伍打擊率
  - 大會擲銅板決定
- 準決賽為單敗淘汰制，勝隊晉級冠軍戰，敗隊不進行季軍戰而並列第三。

### 2009年
- 初賽與複賽採雙敗淘汰制。
- 準決賽為單敗淘汰制，勝隊晉級冠軍戰，敗隊不進行季軍戰而並列第三。

### 2013年
- 分組預賽將改回2006年的單循環小組賽制；八強複賽則仍維持修正過的雙敗淘汰制。在2009年預賽各組最後一名球隊，必須先與其他經邀請之參賽國進行資格賽晉級後，才能進入會內賽；爾後每屆首輪比賽預賽各組最後一名之球隊，下屆比賽必須與其他經邀請之參賽國進行資格賽晉級，才能進入會內賽。
- 預賽若兩隊以上戰績相同，則依下列方式決定名次：
  - 若兩隊戰績相同，則比較該兩隊在預賽中之對戰。
  - 若三隊戰績相同且互有勝負，則比較該三隊間比賽間之得失分率（得分率－失分率）。
    - 得分率=總得分/總攻擊局數；失分率=總失分/總防守局數
    - 比較完得失分率後，若仍有兩隊成績相同，則比較該兩隊預賽中之對戰；若仍有三隊成績相同，則再比較三隊間比賽之自責得失分率。
    - 比較完自責得失分率後，若仍有兩隊成績相同，則比較該兩隊預賽中之對戰；若仍有三隊成績相同，則再比較三隊間比賽間之團隊打擊率。
    - 比較完打擊率後，若仍有兩隊成績相同，則比較該兩隊預賽中之對戰；若仍有三隊成績相同，則擲銅板決定名次。
- 準決賽為單敗淘汰制，勝隊晉級冠軍戰，敗隊不進行季軍戰而並列第三。

### 2017年
- 初賽與複賽均採循環賽，取分組前兩名晉級，複賽不計初賽的戰績。
- 分組排名依照勝率排序。
- 若兩隊以上勝率相同，則和國際棒球總會所規定一樣，依照下列順序來決定：（只看需要比較的隊伍，其他不計）
  - 若兩隊戰績相同，則比較該兩隊在預賽中之對戰。
  - 若三隊戰績相同且互有勝負（2勝1敗並列第一或1勝2敗並列第二），則比較該三隊間比賽間失分率依序排名。
    - 失分率＝總失分/總防守局數。

  - 比較完失分率後，若仍有成績相同情況，則再比較自責失分率。
    - 自責失分率＝總自責失分/總防守局數

  - 比較完自責失分率後，若仍有成績相同情況，則再比較三隊間比賽間之團隊打擊率。
  - 比較完打擊率後，若仍有三隊成績相同，則大會抽籤決定。
  - 三隊戰績相同為2勝1敗並列第一或1勝2敗並列第二時，先依照上列順序來決定第一名確定晉級或最後一名確定淘汰，剩餘兩隊再加賽一場來決定晉級或淘汰。
- 準決賽為單敗淘汰制，勝隊晉級冠軍戰，敗隊不進行季軍戰而並列第三。

### 2023、2026年
- 初賽採循環賽（5隊 X 4組），取分組前兩名晉級八強淘汰賽。
- 分組排名依照勝率排序。
- 八強賽起為單敗淘汰制。

## 特殊規則

### 球員資格
最新一屆的代表國家隊（國籍）認定，球員只要符合以下資格之一，即可代表該國球隊參賽
- 曾入選該國家隊最終名單，並參加過世界棒球經典賽（WBC）資格賽或正式賽事的任何一輪比賽
- 擁有該國家或地區的公民身分（需提出該國護照，必須在資格賽開賽前至少3個月內有效）
- 擁有該國家或地區的永久居留權（需提出世界棒球經典賽公司（WBCI）認可的相關證明文件
- 在該國家或地區出生（需提供出生證明或等同文件
- 父親或母親為該國家或地區的公民（若已去世，亦須提供護照或其他足以證明公民身分的文件）
- 父親或母親出生於該國家或地區（需提供出生證明或等同文件作
- 能提供足夠證據，證明依據該國家或地區的法律規定，他若申請該國國籍或護照，將能夠獲得公民身分（但不得涉及該國家要求球員放棄現有國籍的條件）[8]

### 投手用球數限制
- 各區預賽：65球（第一、三、四、五屆）、70球（第二屆）
- 八強複賽：80球（第一、三、四、五屆）、85球（第二屆）
- 準決賽、決賽：95球（第一、三、四、五屆）、100球（第二屆）

備註：
1. 若投手在面對某一打者時達到投球限制，可以投到這個打席結束為止再換投。
2. 先發投手只要投滿三局即有勝投資格。

### 投手休息天數限制
- 投滿50球以上，需休息4天才可上場。
- 投滿30〜49球或连续2天未滿30球，需休息1天才可上場。

### 單循環賽局限
- 第一屆
  - 在各地區預賽及八強賽，延長賽最多打滿14局，若至14局結束兩隊仍維持平手則以和局收場。
  - 和局成立，若有球員因為受傷而退出球隊，該隊可以先前所繳交的60人名單中的球員入替，但遞補入隊的球員須在下一輪賽事才可出賽。
- 第三屆
  - 無局數限制，但自第13局起採用突破僵局制。
- 第四屆
  - 無局數限制，但自第11局起採用突破僵局制。

## 歷屆賽事結果
| 年度        | 決賽地點     |          | 決賽   | 決賽     | 決賽     |          | 準決賽 | 準決賽 |
| 年度        | 決賽地點     | 冠軍     | 比數   | 亞軍     | 季軍     | 殿軍     |        |        |
| 2006年 詳細 | 美國聖地牙哥 | 日本     | 10 - 6 | 古巴     | 韓國     | 多明尼加 |        |        |
| 2009年 詳細 | 美國洛杉磯   | 日本     | 5 - 3  | 韓國     | 委內瑞拉 | 美國     |        |        |
| 2013年 詳細 | 美國舊金山   | 多明尼加 | 3 - 0  | 波多黎各 | 日本     | 荷蘭     |        |        |
| 2017年 詳細 | 美國洛杉磯   | 美國     | 8 - 0  | 波多黎各 | 日本     | 荷蘭     |        |        |
| 2023年 詳細 | 美國邁阿密   | 日本     | 3 - 2  | 美國     | 墨西哥   | 古巴     |        |        |
| 2026年 詳細 | 美國邁阿密   |          |        |          |          |          |        |        |

備註：2021年世界棒球經典賽因嚴重特殊傳染性肺炎在全世界擴散之因素，延期舉辦至2023年亦改名為2023年世界棒球經典賽。

## 成績

### 排行
| 排名 | 國家或地區 | 冠軍 | 亞軍 | 季軍 | 殿軍 | 總計 |
| ---- | ---------- | ---- | ---- | ---- | ---- | ---- |
| 1    | 日本       | 3    | 0    | 2    | 0    | 5    |
| 2    | 美国       | 1    | 1    | 0    | 1    | 3    |
| 3    |            | 1    | 0    | 0    | 1    | 2    |
| 4    | 波多黎各   | 0    | 2    | 0    | 0    | 2    |
| 5    |            | 0    | 1    | 1    | 0    | 2    |
| 6    | 古巴       | 0    | 1    | 0    | 1    | 2    |
| 7    | 委內瑞拉   | 0    | 0    | 1    | 0    | 1    |
| 7    | 墨西哥     | 0    | 0    | 1    | 0    | 1    |
| 9    | 荷蘭       | 0    | 0    | 0    | 2    | 2    |

### 參賽國家成績

依各國的最佳成績與參加2013年世界棒球經典賽資格賽的國家所製成的地圖

2006年與2009年由同樣的16個國家參賽，不過從2013年開始，則按照上一屆成績最佳的12個國家直接晉級，另外4個資格由其他16隊角逐。
| 國家     | # 參賽次數 | 連續參賽次數紀錄 | 連續參賽次數 | 首次參賽 | 最近一次參賽 | 最佳成績                  |
| -------- | ---------- | ---------------- | ------------ | -------- | ------------ | ------------------------- |
|          | 5          | 5                | 5            | 2006     | 2023         | 第7名 （2023）            |
| 巴西     | 1          | 1                | 0            | 2013     | 2013         | 第14名 （2013）           |
| 加拿大   | 5          | 5                | 5            | 2006     | 2023         | 第9名 （2006）            |
| 中國     | 5          | 5                | 5            | 2006     | 2023         | 第11名 （2009）           |
| 中華臺北 | 5          | 5                | 5            | 2006     | 2023         | 第8名 （2013）            |
| 古巴     | 5          | 5                | 5            | 2006     | 2023         | 亞軍 （2006）             |
|          | 5          | 5                | 5            | 2006     | 2023         | 冠軍 （2013）             |
| 以色列   | 2          | 2                | 2            | 2017     | 2023         | 第6名 （2017）            |
| 義大利   | 5          | 5                | 5            | 2006     | 2023         | 第7名 （2013）            |
| 日本     | 5          | 5                | 5            | 2006     | 2023         | 冠軍 （2006、2009、2023） |
| 墨西哥   | 5          | 5                | 5            | 2006     | 2023         | 季軍 （2023）             |
| 荷蘭     | 5          | 5                | 5            | 2006     | 2023         | 殿軍（2013、2017）        |
| 巴拿马   | 3          | 2                | 0            | 2006     | 2023         | 第10名 （2023）           |
| 波多黎各 | 5          | 5                | 5            | 2006     | 2023         | 亞軍 （2013、2017）       |
| 南非     | 2          | 2                | 0            | 2006     | 2009         | 第16名 （2006、2009）     |
|          | 5          | 5                | 5            | 2006     | 2023         | 亞軍 （2009）             |
| 西班牙   | 1          | 1                | 0            | 2013     | 2013         | 第15名 （2013）           |
| 美国     | 5          | 5                | 5            | 2006     | 2023         | 冠軍 （2017）             |
| 哥伦比亚 | 2          | 2                | 2            | 2017     | 2023         | 第12名 （2017）           |
| 委內瑞拉 | 5          | 5                | 5            | 2006     | 2023         | 季軍 （2009）             |
| 捷克     | 1          | 1                | 0            | 2023     | 2023         | 第15名 （2023）           |
| 英國     | 1          | 1                | 0            | 2023     | 2023         | 第16名 （2023）           |
| 尼加拉瓜 | 1          | 1                | 0            | 2023     | 2023         | 第19名 （2023）           |

### 資格賽參賽國家成績
| 國家     | # 參賽次數 | 首次參賽 | 最近一次參賽 |
| -------- | ---------- | -------- | ------------ |
|          | 1          | 2017     | 2017         |
| 墨西哥   | 1          | 2017     | 2017         |
| 新西兰   | 2          | 2013     | 2023         |
| 尼加拉瓜 | 2          | 2013     | 2023         |
| 巴基斯坦 | 1          | 2017     | 2023         |
| 巴拿马   | 1          | 2017     | 2023         |
| 菲律賓   | 2          | 2013     | 2023         |
| 南非     | 2          | 2013     | 2017         |
| 西班牙   | 2          | 2013     | 2025         |

### 累積勝負
包括2006〜2023年共五屆的成績，但資格賽並未計算在內。
| 國家     | 勝 | 敗 | 勝率 | 參賽次數 | 最佳成績                |
| -------- | -- | -- | ---- | -------- | ----------------------- |
| 日本     | 30 | 8  | .789 | 5        | 冠軍 (2006, 2009, 2023) |
|          | 20 | 8  | .714 | 5        | 冠軍 (2013)             |
| 波多黎各 | 23 | 11 | .676 | 5        | 亞軍 (2013, 2017)       |
|          | 17 | 9  | .654 | 5        | 亞軍 (2009)             |
| 以色列   | 5  | 5  | .500 | 2        | 第6名 (2017)            |
| 古巴     | 18 | 14 | .563 | 5        | 亞軍 (2006)             |
| 美国     | 21 | 14 | .600 | 5        | 冠軍 (2017)             |
| 委內瑞拉 | 16 | 13 | .551 | 5        | 季軍 (2009)             |
| 荷蘭     | 13 | 15 | .464 | 5        | 殿軍 (2013, 2017)       |
| 墨西哥   | 11 | 13 | .458 | 5        | 季軍 (2023)             |
| 義大利   | 7  | 14 | .333 | 5        | 第7名 (2013)            |
| 哥伦比亚 | 2  | 5  | .286 | 2        | 第12名 (2017)           |
| 加拿大   | 5  | 10 | .333 | 5        | 第9名 (2006)            |
| 中華臺北 | 5  | 12 | .294 | 5        | 第8名 (2013)            |
|          | 5  | 12 | .294 | 5        | 第7名 (2023)            |
| 中國     | 2  | 16 | .111 | 5        | 第11名 (2009)           |
| 巴西     | 0  | 3  | .000 | 1        | 第14名 (2013)           |
| 西班牙   | 0  | 3  | .000 | 1        | 第15名 (2013)           |
| 巴拿马   | 2  | 7  | .222 | 3        | 第10名 (2023)           |
| 南非     | 0  | 5  | .000 | 2        | 第16名 (2006, 2009)     |
| 英國     | 1  | 3  | .250 | 1        | 第16名 (2023)           |
| 捷克     | 1  | 3  | .250 | 1        | 第15名 (2023)           |
| 尼加拉瓜 | 0  | 4  | .000 | 1        | 第19名 (2023)           |

## 歷屆最有價值球員
- 2006年： 松坂大輔
- 2009年： 松坂大輔
- 2013年： 羅賓森·坎諾
- 2017年： 馬可仕·史卓曼
- 2023年： 大谷翔平

## WBC全明星隊
| 守位     | 獲選球員        |
| -------- | --------------- |
| 捕手     | 里崎智也        |
| 一壘手   | 李承燁          |
| 二壘手   | 尤里斯基·古力歐 |
| 游擊手   | 德瑞克·基特     |
| 三壘手   | 艾德里安·貝爾垂 |
| 外野手   | 肯·小葛瑞菲     |
| 外野手   | 李鍾範          |
| 外野手   | 鈴木一朗        |
| 指定打擊 | 尤安迪·伽洛勃   |
| 投手     | 亞度·馬提       |
| 投手     | 松坂大輔        |
| 投手     | 朴贊浩          |

| 守位     | 獲選球員          |
| -------- | ----------------- |
| 捕手     | 伊凡·羅德里奎茲   |
| 一壘手   | 金泰均            |
| 二壘手   | 荷西·羅培茲       |
| 游擊手   | 吉米·羅林斯       |
| 三壘手   | 李杋浩            |
| 外野手   | 青木宣親          |
| 外野手   | 弗雷德里克·塞佩达 |
| 外野手   | 約尼斯·塞佩達斯   |
| 指定打擊 | 金賢洙            |
| 投手     | 奉重根            |
| 投手     | 岩隈久志          |
| 投手     | 松坂大輔          |

| 守位     | 獲選球員          |
| -------- | ----------------- |
| 捕手     | 雅迪爾·莫里納     |
| 一壘手   | 埃德溫·恩卡納西翁 |
| 二壘手   | 羅賓森·坎諾       |
| 游擊手   | 何塞·雷耶斯       |
| 三壘手   | 大衛·萊特         |
| 外野手   | 安格爾·帕根       |
| 外野手   | 尼爾森·克魯斯     |
| 外野手   | 麥可·桑德斯       |
| 指定打擊 | 井端弘和          |
| 投手     | 前田健太          |
| 投手     | 尼爾森·費古洛     |
| 投手     | 費南多·羅尼       |

| 位置     | 獲選球員          |
| -------- | ----------------- |
| 捕手     | 雅迪爾·莫里納     |
| 一壘手   | 艾瑞克·霍斯摩     |
| 二壘手   | 哈維爾·巴耶茲     |
| 三壘手   | 卡洛斯·柯瑞亞     |
| 游擊手   | 法蘭西斯科·林多爾 |
| 外野手   | 弗拉迪米爾·巴倫汀 |
| 外野手   | 格瑞戈里·波朗柯   |
| 外野手   | 克里斯蒂安·葉力奇 |
| 指定打擊 | 卡洛斯·貝爾川     |
| 投手     | 千賀滉大          |
| 投手     | 馬可仕·史卓曼     |
| 投手     | 喬許·澤德         |

| 位置     | 獲選球員        |
| -------- | --------------- |
| 捕手     | 薩爾瓦多·培瑞茲 |
| 一壘手   | 張育成          |
| 二壘手   | 哈維爾·巴耶茲   |
| 三壘手   | 約恩·孟卡達     |
| 游擊手   | 崔亞·特納       |
| 外野手   | 吉田正尚        |
| 外野手   | 麥可·楚奧特     |
| 外野手   | 藍迪·亞羅薩倫納 |
| 指定打擊 | 大谷翔平        |
| 投手     | 大谷翔平        |
| 投手     | 派翠克·桑多瓦爾 |
| 投手     | 米格爾·羅梅洛   |

## 榮譽

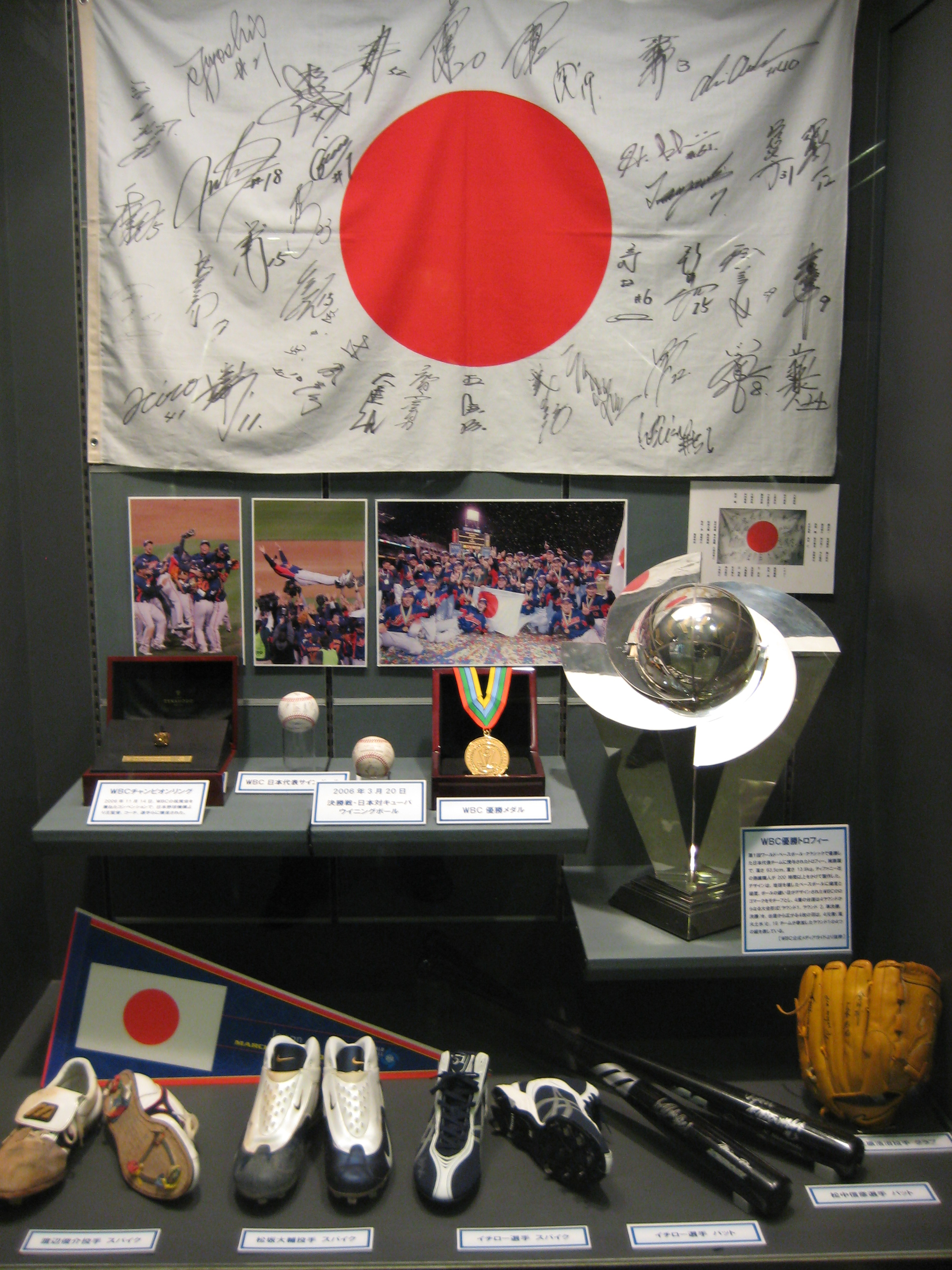
安放在野球體育博物館的紀念物品

獲勝隊伍可獲得銀冠軍獎盃。而至前三屆為止，日本的兩座獎盃被保存在野球體育博物館展示，多明尼加則放置棒球協會中。

## 評價
雖然世界棒球經典賽誕生至今仍未滿20年，但在流行棒球運動的日本、韓國、台灣等地，此項賽事獲得了非常高的矚目度。尤其在日本，由於棒球被普遍視爲是最受歡迎的國民運動之一，加上每届賽事超過一半以上的比賽贊助商均來自日本，使賽事在日本的矚目程度更甚于足球的世界杯比賽。在比賽前數月，日本各大媒體便會透過新聞報導與電視節目為賽事預熱，而日本隊亦在每届賽事都派上包括大聯盟選手在内的精銳球員，務求取得佳績。同時，在日本舉辦的場次入場人數亦在各主辦國中高据榜首；而電視直播也獲得非常高的收視率。以2023年世界棒球經典賽爲例，日本隊所有比賽的收視率都超過了40%，直接包攬了當年電視節目收視率排行榜上的頭5名。電視臺在早上到晚間新聞都會插播有關經典賽的各種話題報道，甚至還有公司爲了觀看決賽而讓公司全體員工放假。
至於在同樣流行棒球運動的韓國與台灣，經典賽亦有非常可觀的矚目度。而于世界公認棒球水平最高的美國，由於大聯盟的明星選手對此項賽事一貫采取不冷不熱的態度，至使比賽的注目度遠遠不及超級盃等美式足球賽事，觀衆人數只與NBA賽事不相上下。在2023年的經典賽決賽，美國的收看人數雖然創下了達520萬人收看的記錄，但與北美洲另外三大職業運動相比，受衆仍然偏低（NBA總決賽收看人數達1240萬，而超級杯更高達1億人收看）。至於在棒球並非主流運動的其它各國，此項賽事則沒有引起太多的關注。
美國新聞界從宣佈要舉辦經典賽之時，曾經懷疑這個賽事會不會成功。然而，在首届賽事成功舉辦后，有許多場面成為許多人茶餘飯後津津樂道的話題。例如委內瑞拉和多明尼加在初賽時的那場對戰等等。每個球場的進場人數也超乎預料，包括波多黎各首府聖胡安的席然畢松球場。它的一萬九千個座位，在初賽與複賽階段，只要有波多黎各出賽的場次都爆滿。ESPN的發言人也提到，雖然國際收視率資料還沒統計完畢，不過收看節目的人數應該相當地高。此外，大會總共發出了四千張以上的採訪證，這個數字遠超過大聯盟的世界大賽和奧運比賽，表示這項賽事成功地達到將棒球推廣至國際的目標。體育專欄作家也報導說：「在初賽階段賣出的相關商品比有關單位針對整個17天賽事所估算的還要多。」他也提到，在有些時候，委內瑞拉隊的制服甚至以每六秒鐘一件的速度賣出。

## 另見
- 世界棒球12強賽
- 世界盃女子棒球賽

## 外部連結
- 官方网站
- 世界棒球經典賽的Facebook專頁
- 世界棒球經典賽的Instagram帳戶
- 世界棒球經典賽的X（前Twitter）
- YouTube上的世界棒球經典賽頻道

- 世界棒球經典賽在台灣棒球維基館上的頁面（繁體中文）